# Koopmans-Theorem
Das Koopmans-Theorem ist eine nach dem niederländisch-amerikanischen Physiker T. C. Koopmans benannte Näherung.
In ihr wird angenommen, dass sich die Lage der Energieniveaus eines Atoms oder Moleküls bei seiner Ionisierung nicht ändert. Dadurch ist die Ionisationsenergie {\displaystyle I\,\!} für das höchste besetzte Molekülorbital (Highest Occupied Molecular Orbital, HOMO) gleich der negativen Orbitalenergie {\displaystyle \varepsilon \,\!}:
{\displaystyle I=-\varepsilon .\,\!}
Das Koopmans-Theorem ist eine Näherung, da durch das Entfernen eines Elektrons {\displaystyle i\,\!} die Kopplung aller Elektronen an ebendieses Elektron verschwindet und sich so sämtliche Orbitalenergien ein klein wenig ändern.
Die Orbitalenergie kann auch berechnet werden, beispielsweise nach der Hartree-Fock-Methode.